# Amaurobioides chilensis
Amaurobioides chilensis là một loài nhện trong họ Anyphaenidae.
Loài này thuộc chi Amaurobioides. Amaurobioides chilensis được Hercule Nicolet miêu tả năm 1849.